# Cranves-Sales
Cranves-Sales è un comune francese di 5 476 abitanti situato nel dipartimento dell'Alta Savoia della regione dell'Alvernia-Rodano-Alpi.

## Società

### Evoluzione demografica
Abitanti censiti